# Constitución de 1917 (estación del Cablebús)
Constitución de 1917 es una de las estaciones que forman parte del Metro de la Ciudad de México, es la terminal sur de la Línea 8. Se ubica al oriente de la Ciudad de México, en la alcaldía Iztapalapa.
El Centro de Transferencia Modal Constitución de 1917 es un CETRAM que da servicio a la zona sur de la Ciudad de México.